# 高杉にぃ菜
高杉 にぃ菜（たかすぎ にぃな ）は、日本のシンガーである。北海道出身。
けだるいトークを繰り広げその「トーク力」を推しに注目をあびた。オムニバスアルバムもリリースしている。